# یواس‌اس ویلد کت (۱۸۶۲)
یواس‌اس ویلد کت (۱۸۶۲) (به انگلیسی: USS Wild Cat (1862)) یک کشتی بود که طول آن not known بود.